# Neomonachus
Neomonachus – rodzaj drapieżnych ssaków morskich z podrodziny Monachinae w obrębie rodziny fokowatych (Phocidae).

## Rozmieszczenie geograficzne
Rodzaj obejmuje jeden żyjący współcześnie gatunek występujący na Hawajach.

## Morfologia
Długość ciała 183–240 cm; masa ciała 136–272 kg; długość ciała noworodków około 100 cm, masa ciała 16–18 kg (dotyczy gatunku występującego współcześnie).

## Systematyka
Rodzaj zdefiniowali w 2014 roku amerykańscy zoolodzy Graham J. Slater i Kristofer Michael Helgen w artykule zatytułowanym Biogeografia i taksonomia wymarłych i zagrożonych wyginięciem mniszek w świetle badań starożytnego DNA i morfologii czaszek  opublikowanym na łamach „ZooKeys”. Gatunkiem typowym jest (oryginalne oznaczenie) mniszka hawajska (N. schauinslandi).

### Etymologia
Neomonachus: gr. νεος neos ‘nowy’; rodzaj Monachus Fleming, 1822 (mniszka).

### Podział systematyczny
Takson wyodrębniony na podstawie danych genetycznych z Monachus; drogi rozwojowe Monachus i Neomonachus rozdzieliły się około 6,3 mln lat temu (zobacz kladogram). Do rodzaju należą następujące współczesne gatunki:
| Grafika | Gatunek                   | Autor i rok opisu | Nazwa zwyczajowa  | Podgatunki         | Rozmieszczenie geograficzne | Podstawowe wymiary            | Status IUCN |
| ------- | ------------------------- | ----------------- | ----------------- | ------------------ | --- | ----------------------------- | ----------- |
|         | Neomonachus schauinslandi | (Matschie, 1905)  | mniszka hawajska  | gatunek monotypowy | endemit Stanów Zjedoczonych: Hawaje, głównie w północno-zachodniej części (atole Kure, Midway, Pearl i Hermes, Wyspa Lisianskiego, Laysan i French Frigate Shoals) | DC: 183–240 cm MC: 136–272 kg | EN          |
|         | Neomonachus tropicalis    | (J.E. Gray, 1850) | mniszka karaibska | gatunek monotypowy | wyspy i wybrzeże Morza Karaibskiego i wschodniej części Zatoki Meksykańskiej (takie jak Bahamy, Wielkie i Małe Antyle), także półwysep Jukatan i na południe wzdłuż wybrzeży Ameryki Środkowej i Południowej do Gujany oraz wzdłuż wybrzeży Florydy i Georgii w Stanach Zjednoczonych | DC: 199–226 cm MC: 163 kg     | EX          |

Kategorie IUCN:  EN  – gatunek zagrożony,  EX  – gatunek wymarły.